# 日良居村
日良居村（ひらいそん）は、山口県大島郡にあった村。現在の周防大島町中央部の北西にあたる。

## 地理
- 海洋：安芸灘
- 島嶼：浮島、飛瀬島

## 歴史
- 1889年（明治22年）4月1日 - 町村制の施行により、浮島・油良村・土居村・日前村の区域をもって発足。
- 1955年（昭和30年）4月10日 - 安下庄町と合併して橘町が発足。同日日良居村廃止。